# Интриган
«Интрига́н» («Сладча́йший полёт») — советский чёрно-белый комедийный художественный фильм Якова Уринова об учащихся лётной школы. Вышел на экраны в октябре 1935 года.

## Сюжет
Действие происходит в одной из лётных школ, готовящей лётчиков. В тех местах, где курсанты проводят свои учебные полёты, располагается совхоз, разводящий породистых лошадей.
Главный герой фильма — курсант Вася Ярочкин. Он весёлый парень, любит пошутить и поозорничать во время учебных полётов. Однажды он, летя на бреющем полёте, распугивает табун лошадей. Из-за этого хулиганства ему в лётной школе грозятся не выдать диплом.
Но шутнику удаётся и реабилитироваться. Из совхоза сбегает племенной жеребец по кличке Интриган. А Вася проводит со своей подругой Олей разведполёт на самолёте. Они находят Интригана и, пользуясь тем, что он любит сладкое, приманивают его сахаром и возвращают в его стойло в совхозе.

## В ролях
- Николай Ярочкин — Вася Ярочкин, пилот
- Пётр Масоха — Топоренко, пилот
- Галина Клишко — Зина
- Владимир Гардин — директор авиаинститута
- Виктор Кулаков — Семён
- Игнат Игнатович — Караульченко, ветеринар
- Владимир Лисовский — директор Пичук
- В. Сметана-Столетова — Ольга
- Второва — Толстушка
- Виталий Лазаренко — клоун
- Мария Рейзен — танцовщица
- Владимир Хенкин — эпизод (нет в титрах)

## Съёмочная группа
- Автор сценария: Соломон Лазурин
- Режиссёр: Яков Уринов
- Операторы: Юрий Вовченко, Георгий Ефремов, Георгий Химченко
- Художник: Соломон Зарицкий
- Композитор: Леонид Половинкин
- Звукооператор: В. Гиршберг
- Балетмейстер: Касьян Голейзовский